# Jean-Claude Bouchard
Jean-Claude Bouchard OMI (* 25. September 1940 in Saint-Éloi) ist ein kanadischer Ordensgeistlicher und emeritierter römisch-katholischer Bischof von Pala.

## Leben
Jean-Claude Bouchard trat der Ordensgemeinschaft der Oblaten der Unbefleckten Jungfrau Maria bei und empfing am 30. August 1969 die Priesterweihe.
Papst Paul VI. ernannte ihn am 26. Februar 1977 zum Bischof von Pala. Die Bischofsweihe spendete ihm der Erzbischof von Bangui, Joachim N’Dayen, am 1. Mai desselben Jahres; Mitkonsekratoren waren Paul-Pierre-Yves Dalmais SJ, Erzbischof von N’Djaména, und Henri Véniat SJ, Bischof von Sarh.
Am 25. September 2020 nahm Papst Franziskus das von Jean-Claude Bouchard aus Altersgründen vorgebrachte Rücktrittsgesuch an.